# Djan-Aka Djan
Djan-Aka Djan (ur. w 1942) – afgański zapaśnik walczący w obu stylach. Dwukrotny olimpijczyk. Zajął dziewiąte miejsce w Tokio 1964, w wadze 70 kg, w stylu wolnym i jedenaste w Monachium 1972, w kategorii do 68 kg, w stylu klasycznym.
Czwarty i piąty na igrzyskach azjatyckich w 1974 roku.

## Letnie Igrzyska Olimpijskie 1964
| Konkurencja       | Rundy eliminacyjne           | Rundy eliminacyjne    | Rundy eliminacyjne | Klas. końcowa |
| Konkurencja       | Przeciwnik I                 | Przeciwnik II         | Przeciwnik III     | Miejsce       |
| ----------------- | ---------------------------- | --------------------- | ------------------ | ------------- |
| 70 kg styl wolnym | Carlos Alberto Vario (ARG) Z | Jeong Dong-gu (KOR) P | Klaus Rost (FRG) P | 9.            |

## Letnie Igrzyska Olimpijskie 1972
| Konkurencja          | Rundy eliminacyjne  | Rundy eliminacyjne        | Rundy eliminacyjne          | Klas. końcowa |
| Konkurencja          | Przeciwnik I        | Przeciwnik II             | Przeciwnik III              | Miejsce       |
| -------------------- | ------------------- | ------------------------- | --------------------------- | ------------- |
| 68 kg styl klasyczny | Tage Weirum (DEN) P | Alberto Bremauntz (MEX) Z | Manfred Schöndorfer (FRG) P | 11.           |